# Das Dschungelbuch (3D-Animationsserie)
Das Dschungelbuch (The Jungle Book) ist der Titel einer 156-teiligen indisch-britischen Computeranimationsserie, die auf der Geschichtensammlung Das Dschungelbuch basiert.

## Inhalt
Nachdem Akela der neue Anführer des Wolfsrudels ist, wird Mogli aus dem Rudel ausgeschlossen. Gemeinsam mit seinen Freunden Balu und Baghira erlebt er aufregende Abenteuer im Dschungel und hofft, eines Tages als richtiger Wolf im Rudel akzeptiert zu werden. Dabei trifft er neue Freunde, wie beispielsweise ein Stachelschwein, aber auch einige weniger freundlich gesinnte Zeitgenossen, wie den Tiger Shir Kahn, den Schakal Tabaqui und die Schlange Kaa. Zusammen helfen die drei Tieren in Not und vereiteln die üblen Machenschaften von Shir Kahn und Tabaqui.
Hauptfiguren:
Mogli: Mogli hat fast jeden Tag Unterricht bei seinem Lehrer Balu. Wenn er mal keinen Unterricht hat, spielt er mit seinen Freunden, den anderen Tieren, im Dschungel.
Balu: Balu ist ein Lippenbär und der gutmütige Lehrer Moglis. Zu seiner Lieblingsnahrung gehören Honig und Wassermelonen. Er ist zwar gegen viele Sachen, die Mogli anstellt, kann seinem kleinen Freund jedoch nicht lange böse sein.
Baghira: Baghira ist ein Panther und einer der besten Freunde Moglis. Er ist fast immer bei dessen Unterrichtsstunden dabei und tollt mit dem Menschenjungen, wie Mogli von vielen Tieren genannt wird, gern durch den Dschungel. Wenn Shir Khan Mogli angreift, steht der Panther seinem Freund stets zur Seite.
Shir Khan: Der Königstiger ist Moglis größter Feind. Er findet, dass der Menschenjunge nicht in den Dschungel gehört, daher versucht er mit allen Mitteln, Mogli zu töten.
Tabaqui: Tabaqui ist ein hinterhältiger und listiger Schakal. Er tut alles, was sein ständiger Wegbegleiter Shir Khan ihm befiehlt. Meistens versagt er sehr zum Leidwesen des Tigers.
Kaa: Der Python Kaa kann manchmal ganz schön launisch sein. Wenn auch neutral,  heißt er Shir Khans Angriffe auf Mogli nicht gut und zeigt sich oft als Verbündeter des Menschenjungen.
Akela: Akela kann sich stolz den Anführer des Wolfsrudels im Dschungel nennen. Er mag Mogli, aber sein Stiefsohn Phaona hat nichts für den Jungen übrig und versucht Mogli immer wieder vor Shir Khan lächerlich zu machen.
Daruka: Daruka ist ein Indischer Wolf und Moglis Vater. Oft besucht der Adoptivsohn ihn und seine Familie. Seine Nase ist eine der besten im ganzen Dschungel.
Rakscha: Sie hat Mogli einst aufgezogen und freut sich immer wenn er bei ihr vorbeikommt. Die Wölfin gibt Mogli oft gute Ratschläge und schlichtet die Streite zwischen Mogli und seinen Wolfsgeschwistern Bala und Lali.
Bala & Lali: Die Wolfsgeschwister halten ihre Eltern Rakscha und Daruka ganz schön auf Trab. Lali ist ein bisschen eitel, während ihr Bruder Bala oft gerne angibt. Am liebsten spielen sie mit Mogli und trotz mancher Streitigkeiten tollen die drei zusammen durch den Dschungel.
Phaona: Er ist auch ein Indischer Wolf und Moglis größter Widersacher im Wolfsrudel. Er war von Anfang dagegen, dass Mogli ins Rudel aufgenommen wurde und versucht den Menschenjungen mit allen Tricks bei seinem Onkel Akela unbeliebt zu machen und schreckt auch nicht davor zurück, Shir Khan zu Hilfe zu rufen.
Hathi: Der Asiatische Elefant ist ein guter Freund von Balu, Baghira und Mogli. Er ist sehr gutmütig und klug und hilft Mogli nicht selten aus der Klemme. Seine einzige Schwäche ist sein Elefantengedächtnis, das ihn manchmal im Stich lässt.
Gayini: Gayini ist die Frau von Hathi und sehr willensstark, doch die Elefantendame hat ein gutes Herz, vor allem, wenn es um ihre gemeinsamen Kinder Hita und Appu geht.
Appu & Hita: Die beiden Elefantenkinder sind der ganze Stolz ihrer Eltern Gayini und Hathi. Zwar streiten sich die beiden öfters, doch schon bald sind sie wieder bester Laune und spielen zusammen mit Mogli. Hita ist ein Mädchen, während Appu ein Elefantenjunge ist.
Chil: Der Brahmanenmilan wird vom ganzen Dschungel bewundert. Chil ist stark und kräftig und ein Freund von Mogli.
Darsi: Mit ihrem Kurzzeitgedächtnis kann Darsi ihre Freunde ganz schön nerven. Aber in Wirklichkeit ist der kleine Nektarvogel nett und hilfsbereit und immer zur Stelle, wenn man sie braucht.
Affenbande: Diese Affen haben nichts als Unsinn im Kopf und machen nur, was ihnen gefällt oder Spaß macht. Sie sperren Mogli in einen Raum in ihrer verlassenen Tempelanlage ein, reiten auf den Elefantenkindern Appu und Hita und streiten sich mit Tabaqui.
Masha: Sie ist die Anführerin der Affenbande und sehr eitel. Trotz ihres Affenverstands ist sie nicht dumm und falls sich die Äffin etwas in den Kopf gesetzt hat, setzt sie es durch. Dennoch gehorchen ihre Kumpanen ihr nicht immer und ziehen sich lieber zurück, wenn sie einen Fehler macht.
Uuh & Buh: Die beiden Schildkröten sind ruhige Gesellen und mögen keine Aufregung. Uuh kann ein bisschen kratzbürstig sein, während seine Frau Buh meistens nett ist.
Jakala: Das große Sumpfkrokodil nimmt was es kriegen kann. Doch als Vater von fünf Söhnen hat auch er ein gutes Herz. Jakala legt sich, wenn es sein muss, sogar mit Shir Khan an und gewinnt meistens.
Ikki: Ikki, das Indische Stachelschwein, ist schüchtern und zurückhaltend. Mit Mogli ist sie sehr gut befreundet und befreit ihn manchmal mit ihren Stacheln aus so mancher brenzliger Situation.
Rikki Tikki Tavi: Ebenfalls ein Freund von Mogli ist Rikki Tikki Tavi, der meist nur mit Rikki angesprochen wird. Als Indischer Mungo kämpft er oft mit Kobras, macht jedoch keine unüberlegte Sachen.
Ponya: Ponya ist ein Roter Panda. Sie ist sehr ängstlich und begibt sich oft unabsichtlich in große Gefahren. Doch Mogli, Balu und Baghira helfen ihr ohne zu Schimpfen gerne.

## Produktion und Veröffentlichung
Autorin der Serie ist Rachel Murrell. Für die Produktion von 2009 bis 2011 in Indien waren die Firmen DQ Entertainment International Production und Moonscoop verantwortlich. Regie führten Tapaas Chakravavarti und Siddharth Vasudeva. Das Titellied zur Serie, geschrieben von Guy Michelmore, sang Lisa Abbott. Die Serie wird in High Definition Television, im 16:9-Format und Dolby Digital 5.1 übertragen.
Die Erstausstrahlung der Serie erfolgte ab dem 18. Oktober 2010 auf TF1 in Frankreich. Es folgten Ausstrahlungen in Australien bei ABC, in Großbritannien bei BBC und in Kanada bei TVO. In Deutschland erfolgte die Ausstrahlung ab dem 23. April 2011 samstags im ZDF und ab dem 26. April 2011 werktags im KiKA, wobei es sich um drei Staffeln mit jeweils 26 Folgen handelte. Zur Serie sind im Jahr 2011 insgesamt drei DVDs (Länge: 55 Minuten) erschienen. Die ersten 26 Folgen wurden auch als Hörspiel umgesetzt.
Zur Serie wurde auch ein Film von 60 Minuten Länge produziert.

## Synchronsprecher
| Charakter | Englischer Sprecher | Deutscher Sprecher             |
| --------- | ------------------- | ------------------------------ |
| Mowgli    | Emma Tate           | David Kunze                    |
| Balu      | Jimmy Hibbert       | Lutz Schnell                   |
| Shir Khan | David Holt          | Michael Iwannek                |
| Baghira   |                     | Erich Räuker                   |
| Kaa       |                     | Stefan Krause                  |
| Akela     |                     | Peter Reinhardt                |
| Phaona    | Nigel Pilkington    | Michael Deffert                |
| Lali      |                     | Julia Stoepel                  |
| Ikki      |                     | Bea Tober                      |
| Tabaqui   |                     | Dirk Stollberg, Jesco Wirthgen |
| Affe 1    |                     | Rainer Fritzsche               |
| Affe 2    |                     | Konrad Bösherz                 |
| Affe 3    |                     | Filipe Pirl                    |
| Affe 4    |                     | Dirk Stollberg                 |
| Darsi     | Teresa Gallagher    | Wicki Kalaitzi                 |
| Bala      |                     | Rubina Kuraoka                 |
| Rakscha   |                     | Marina Krogull                 |
| Langur    |                     | Anita Marietta Hopt            |
| Masha     |                     | Ghadah Al Akel                 |
| Oo        |                     | Raimund Krone                  |
| Hathi     |                     | Jürgen Kluckert                |
| Jacala    |                     | Axel Lutter                    |
| Grabscher |                     | Sabine Winterfeldt             |
| Colin     |                     | Giuliana Jakobeit              |